# الن فن لانن
الن فن لانن (هلندی: Ellen van Langen؛ زادهٔ ۹ فوریهٔ ۱۹۶۶) دونده اهل هلند بود.
وی در مسابقات کشوری و بین‌المللی در مجموع برندهٔ ۱ مدال طلا، ۱ مدال نقره شده‌است.